# Atkarsk
Atkarsk (russisch Атка́рск) ist eine russische Stadt mit 25.624 Einwohnern (Stand 14. Oktober 2010) in der Oblast Saratow. Sie liegt rund 92 km nordwestlich der Gebietshauptstadt Saratow, an der Mündung des Flusses Atkara in die Medwediza, einen linken Nebenfluss des Don.

## Geschichte

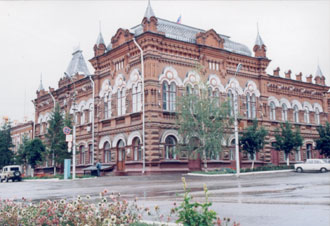
Das Rathaus von Atkarsk

An der Stelle der heutigen Stadt existierte schon seit 1358 eine Siedlung der Tataren. 1702 gründete das zaristische Russland an der Atkara-Mündung einen militärischen Vorposten mit Siedlung, die man nach dem Fluss benannte. Anfangs lebten dort vor allem Soldaten, die neben der Bewachung des Vorpostens auch in der Landwirtschaft tätig waren. 1774 wurde die Siedlung von Pugatschow-Rebellen eingenommen, später konnte sie befreit werden und erhielt im Jahr 1780 mit der Gründung des Gouvernements Saratow offiziell Stadtrechte. Anfang des 19. Jahrhunderts zählte Atkarsk rund 1200 Einwohner.

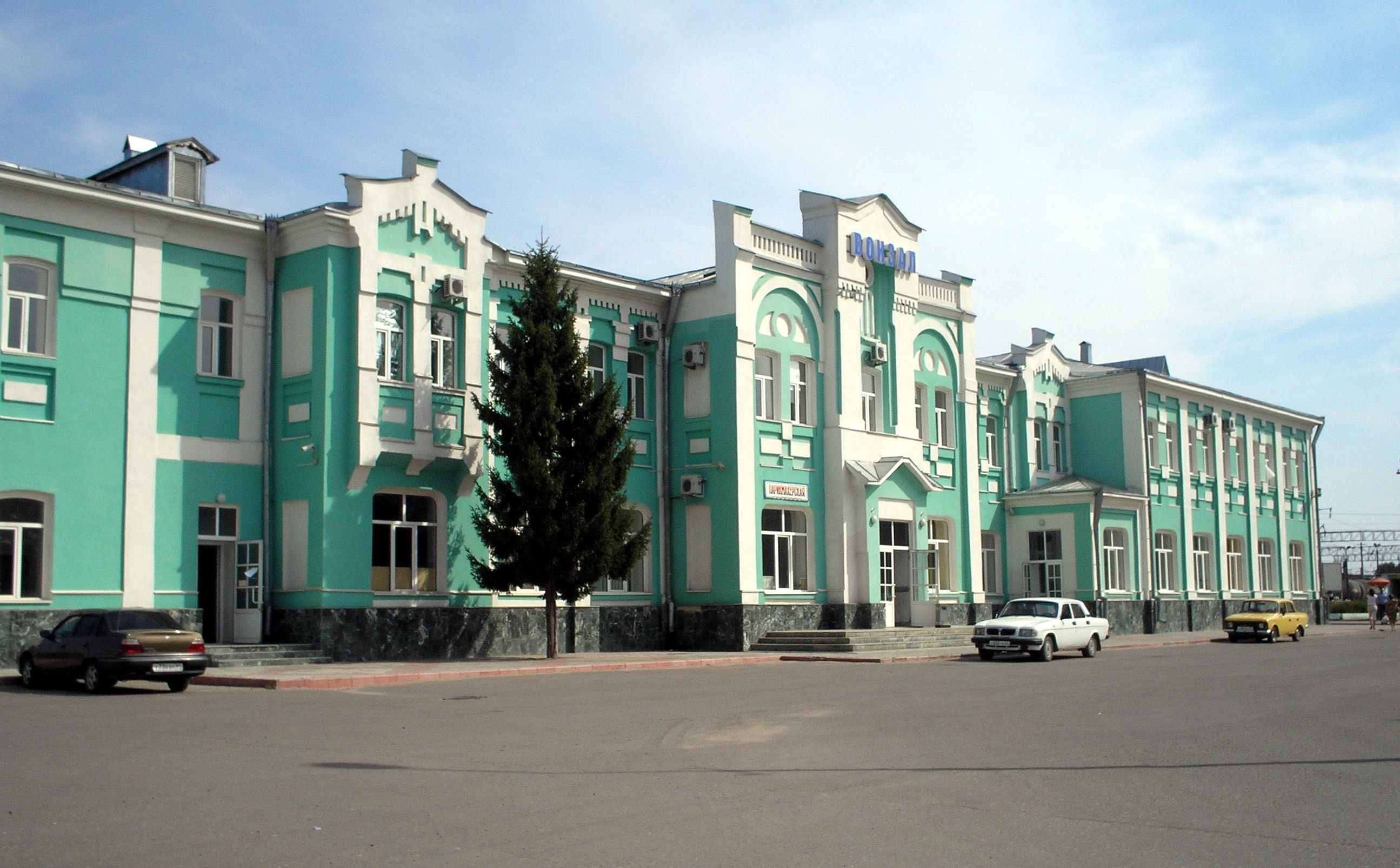
Bahnhof Atkarsk

Bis weit in das 19. Jahrhundert hinein war Atkarsk eine sehr arme Stadt, fast ohne Industrie und rein landwirtschaftlich geprägt. Einen Aufschwung brachte Ende des 19. Jahrhunderts der Eisenbahnbau, als Atkarsk einen Bahnhof an der neu errichteten Strecke von Tambow nach Saratow bekam. Dies verursachte einen beachtlichen Bevölkerungszuzug von Eisenbahnangestellten, Kaufleuten und Handwerkern, so dass im Jahr 1907 bereits rund 13.000 Menschen in Atkarsk lebten. Mit der Eisenbahnanbindung wuchs auch die Bedeutung von Atkarsk als Umschlagplatz für den Getreidehandel, was der Stadt wirtschaftliche Bedeutung brachte.
Auch nach der Oktoberrevolution behielt Atkarsk seine Bedeutung als Handelsplatz für landwirtschaftliche Erzeugnisse. Seit 1928 ist Atkarsk Verwaltungszentrum des Rajons Atkarsk, der  in jenem Jahr gegründet wurde.
In der Stadt bestand das Kriegsgefangenenlager 338 für deutsche Kriegsgefangene des Zweiten Weltkriegs. Schwer Erkrankte wurden im Kriegsgefangenenhospital 5131 versorgt.

### Bevölkerungsentwicklung
| Jahr | Einwohner |
| ---- | --------- |
| 1897 | 07.300    |
| 1926 | 19.348    |
| 1939 | 18.956    |
| 1959 | 27.771    |
| 1970 | 28.881    |
| 1979 | 29.112    |
| 1989 | 28.877    |
| 2002 | 27.907    |
| 2010 | 25.624    |

Anmerkung: Volkszählungsdaten

## Architektur und Sehenswürdigkeiten
Architektonisch sehenswert ist in Atkarsk vor allem die Altstadt, die einige Bauten aus der Zeit um 1900 beherbergt, so das Rathaus, einige alte Bibliotheks- und Schulgebäude, das Post- und das Bahnhofsgebäude. Als weitere Sehenswürdigkeiten gelten das Heimatmuseum sowie ein Arboretum mit seltenen Baumgewächsen.

## Söhne und Töchter der Stadt
- Pjotr Oreschin (1887–1938), Dichter
- Nikolai Iwanow (* 1942), Leichtathlet
- Valeria (* 1968 als Alla Perfilowa), Sängerin